# Na seniku
»Na seniku« je skladba in drugi single skupine Atomik Harmonik iz leta 2005. Avtor glasbe in besedila je Dare Kaurič, videospot pa je režiral Jani Pavec.

## Snemanje
Producent je bil Martin Štibernik, snemanje je potekalo v studiih Darwinn in Freiton. Skladba je izšla na njihovem debitanstkem studijskem albumu Brizgaaaaj! pri založbi Menart Records na zgoščenki in kaseti.

## Zasedba

### Produkcija
- Dare Kaurič – glasba, besedilo
- Aleš Čadež – aranžma
- Martin Štibernik – tonski snemalec, producent

### Studijska izvedba
- Špela Grošelj – vokal
- Špela Kleinercher – vokal
- Jani Pavec – vokal
- Dejan Čelik – harmonika

## Maxi single
Zgoščenka
1. »Na seniku« – 4:07
2. »Na seniku« (remix by DJ Rumek) – 4:07
3. »Na seniku« (karaoke) – 4:07
4. »Na seniku« (videospot) – 3:25